# Seydou Mbodj
Seydou Mbodj est un joueur de football international mauritanien, né le 12 décembre 1979 à Nouakchott. Il évolue au poste de défenseur central.

## Biographie
Seydou Mbodj est né à Nouakchott, la capitale de la Mauritanie, et grandit à Maghama. En 1999, il obtient le baccalauréat scientifique au Lycée privé El Hadj Omar Tall de Nouakchott puis rejoint la France pour y suivre des études d'économie-gestion à l'Université du Havre,. Jouant avec l'équipe universitaire, il est repéré par le centre de formation du Havre Athletic Club Football Association qui décide de l'accepter. Cependant, son début de carrière est marqué par une blessure qui l'écarte longtemps des terrains.
Il évolue ensuite dans plusieurs clubs français évoluant entre le Championnat de France amateur et la division d'honneur (niveau régional).
En 2006, alors qu'il évolue au Cercle athlétique de Paris, il rencontre Moustapha Sall, un ancien sélectionneur mauritanien, qui lui propose une place dans l'équipe nationale. Ayant exercé la fonction de capitaine à l'occasion de quelques-unes de ses sélections, il marque son seul but en match international officiel face au Botswana en 2007. Seydou Mbodj déclare avoir « 31 sélections et deux buts au compteur » avec l'équipe de Mauritanie, mais seulement 10 sont reconnues par la FIFA.